# Gustav Hägglund

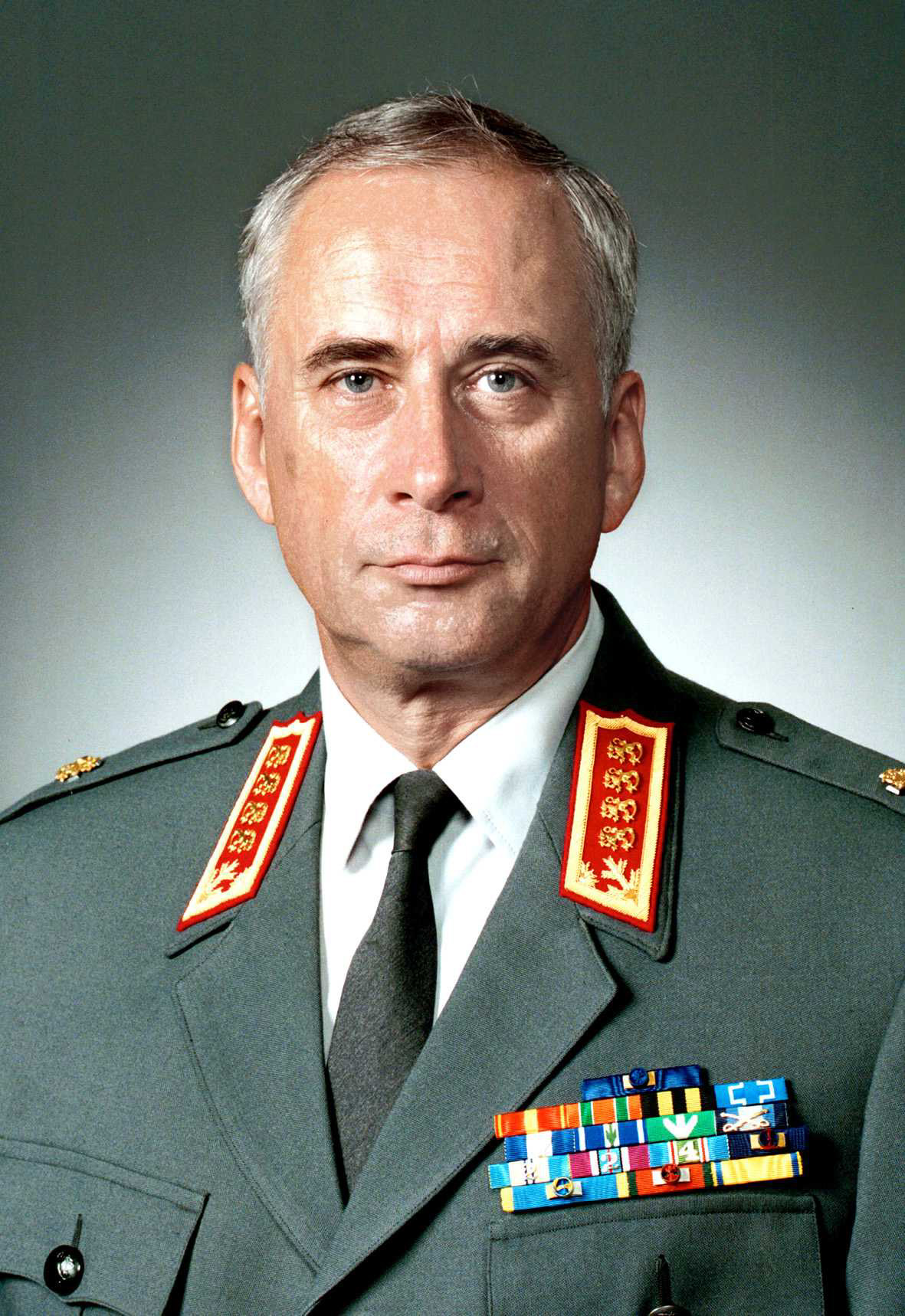
General Gustav Hägglund (2012)

Johan Edvin Birger Gustav Hägglund (* 6. September 1938 in Wyborg) ist ein finnischer Offizier und zuletzt General, der im Sekretariat des Verteidigungsrats, als Offizier in UN-Friedensmissionen im Nahen Osten, als militärischer Bezirkskommandeur, als Generalstabschef und zwischen 1994 und 2001 Oberkommandierender der Verteidigungskräfte Finnlands tätig war. Während seiner Amtszeit als Oberkommandierender wurden die Grundstrukturen der Verteidigungseinrichtungen reformiert, damit sich die Verteidigungskräfte an die Veränderungen im finnischen Umfeld anpassen und erweiterte internationale Verpflichtungen erfüllen konnten. Anschließend fungierte er von 2001 bis 2004 als erster Vorsitzender des Militärausschusses der Europäischen Union.

## Leben

### Offiziersausbildung, Verwendungen als Offizier und Stabsoffizier

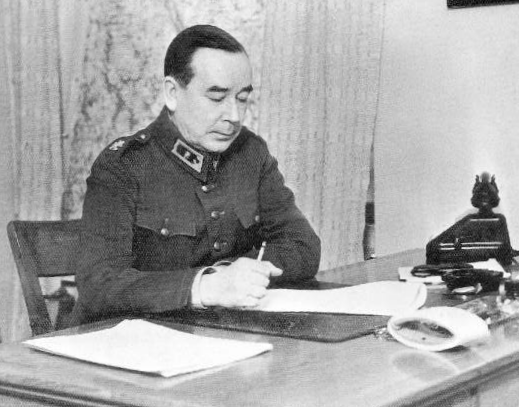
Generalleutnant Woldemar Hägglund, der Vater von Gustav Hägglund.

Johan Edvin Birger Gustav Hägglund, Sohn von Generalleutnant Woldemar Hägglund und Anna-Lisa Hägglund Alléen, begann nach dem Besuch des Svenska normallyceum eine Offiziersausbildung an der Kadettenschule in Hamina (Finska kadettkåren), die er 1960 abschloss. Nach seiner Beförderung zum Unterleutnant (Fänrik) 1961 war er Zugführer sowie nach seiner Beförderung zum Leutnant (Löjtnant) 1964 Kompaniechef sowie Ausbilder an der Kadettenschule. 1967 wurde er zum Hauptmann (Kapten) befördert und absolvierte ein Studium in Fach Politikwissenschaft an der Universität Helsinki, welches er 1969 mit einem Magister (Pol. mag.) beendete. Er schloss daraufhin 1971 als Lehrgangsbester seines Jahrgangs die Kriegshochschule (Krigshögskolan) ab, die von 1924 bis 1993 bestehende Ausbildungsstätte der Streitkräfte für hochrangiges Kommando- und Stabspersonal in Helsinki, die danach mit der Kadettenschule und der Kriegsschule (Stridsskolan) zur Verteidigungshochschule (Försvarshögskolan) zusammengelegt wurde.
Daraufhin war Hägglund zwischen 1971 und 1973 Strategielehrer an der Kriegshochschule und wurde 1972 zum Major befördert, woraufhin er zwischen 1973 und 1977 stellvertretender Sekretär des Verteidigungsrates (Försvarsrådet) war, ein in den Jahren von 1924 bis 2000 bestehendes Beratungsgremium des Präsidenten der Republik Finnland für Angelegenheiten der Landesverteidigung. Nach seiner Beförderung zum Oberstleutnant (Överstelöjtnant) 1977 war er zwischen 1978 und 1979 Kommandeur des finnischen UN-Bataillons in Ägypten und Israel der United Nations Emergency Force (UNEF II). Er war zudem Absolvent des Command and General Staff College (CGSC) in Fort Leavenworth sowie zwischen 1981 und 1982 der Harvard University. Nach seiner Rückkehr war er zwischen 1982 und 1984 Generalsekretär des Verteidigungsrates und Generalsekretär des Dritten Parlamentarischen Verteidigungsausschusses. Nach seiner Beförderung zum Oberst (Överste) wurde er im Juli 1984 Kommandeur der Nyland-Brigade.

### Aufstieg zum General, Oberkommandierenden der Verteidigungskräfte und Vorsitzender des EU-Militärausschusses

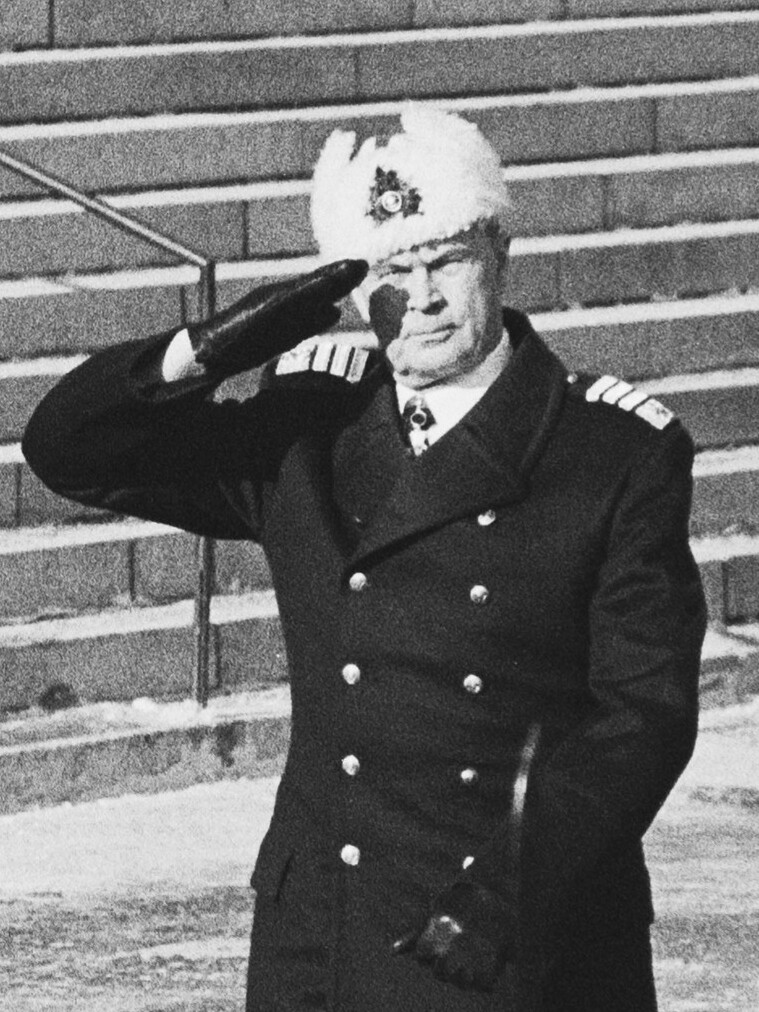
Admiral Jan Klenberg, der Vorgänger Hägglunds als Oberkommandierender der Verteidigungskräfte Finnlands.

Danach wurde Gustav Hägglund zum Generalmajor befördert und war als Nachfolger des schwedischen Generalmajors Gustav Stahl zwischen Juni 1985 und seiner Ablösung durch den ebenfalls aus Schweden stammenden Generalmajor Gustav Welin im Mai 1986 Kommandeur der United Nations Disengagement Observer Force (UNDOF), ein Truppenkontingent, das aufgrund der Resolution 350 des Sicherheitsrates der Vereinten Nationen vom 31. Mai 1974 auf die Golanhöhen entsandt wurde. Im Juni 1986 löste er den irischen Generalleutnant William Callaghan als Kommandeur der United Nations Interim Force in Lebanon (UNIFIL) ab, eine durch die Resolutionen 425 und 426 vom 19. März 1978 gegründete Beobachtermission der Vereinten Nationen im Libanon, und verblieb in dieser Funktion bis zu seiner Ablösung durch den schwedischen Generalmajor Lars-Eric Wahlgren im Juli 1988.
Nach seiner Rückkehr wurde Hägglund 1988 zum Generalleutnant (Generallöjtnant) befördert und als Nachfolger von Generalleutnant Sakari Annala Kommandeur des Militärbezirks Südostfinnland. Er verblieb in dieser Verwendung bis 1990 und wurde daraufhin von Generalleutnant Heikki Koskelo abgelöst. Er selbst wiederum war anschließend zwischen 1990 und 1994 Chef des Generalstabes der Verteidigungskräfte. Nach seiner Beförderung zum General 1994 übernahm er von Admiral Jan Klenberg den Posten als Oberkommandierender der Verteidigungskräfte Finnlands. Während seiner Amtszeit als Oberkommandierender wurden die Grundstrukturen der Verteidigungseinrichtungen reformiert, damit sich die Verteidigungskräfte an die Veränderungen im finnischen Umfeld anpassen und erweiterte internationale Verpflichtungen erfüllen konnten. 2001 wurde er als Oberkommandierender von Admiral Juhani Kaskeala abgelöst.
Am 22. Januar 2001 wurde General Gustav Hägglund erster Vorsitzender des Militärausschusses der Europäischen Union und war damit unter anderem für den Aufbau eines militärischen Krisenmanagements in der Europäischen Union EU betraut. Er hatte diesen militärischen Spitzenposten bis zu seiner Ablösung durch den italienischen General Rolando Mosca Moschini am 9. April 2004 inne. Er äußerte sich zur finnischen Verteidigungsfrage in dem Buch Suomen puustusoun (2001) und zur europäischen Verteidigungspolitik in Europanu puustusonus (2004). 2006 veröffentlichte er das autobiografische Buch Leijona ja kyyhky. Für seine Verdienste erhielt er unter anderem den Finnischen Orden der Weißen Rose, den Finnischen Orden des Freiheitskreuzes sowie den Legion of Merit.
Aus seiner Ehe mit Ritva Ekström gingen der Sohn Oberstleutnant Johan Samuel „Sami“ Hägglund, der im September 2010 an einer Krebserkrankung verstarb, und die Tochter Christel Hägglund, die als Militäranwältin im Generalstab arbeitet, hervor.

## Veröffentlichungen
- Mitä tapahtuu jos…. Fennoskandian sotilaspoliittinen asema, Mitautor H. Särkiö, 1975
- Kenraali Lauri Sutela. Komentajan linja 1974–1983, Mitautoren I. Hollo und E. Paukkunen, 1983
- Defence policy. The tasks and the tools, Yearbook of Finnish Foreign Policy 1984
- Finsk säkerhets- och försvarspolitik, Oslo 1984
- Strategisk utveckling i Norden. Flådestrategier og nordisk sikkerhedspolitik II. Kopenhagen 1986
- Finskt försvar inför 1990-talets utmaningar, Kungl. Krigsvetenskapsakademiens handlingar och Tidskrift 6/193, 1989
- Amiraali Jan Klenbergin komentajakauden keskeiset tapahtumat. Amiraalin aika, 1994
- Force Commanderin neuvotteluyhteydet Lähi-idässä viime vuosikymmenen aikana. Rauhanturvaamisen muuttuvat kasvot, 1997
- Suomen puolustus, 2001
- Euroopan puolustus, 2004
- Leijona ja kyyhky, Helsinki 2006
- Me olimme nuoria sotilaita. Tuntemattomat sotakuvat kertovat, Helsinki 2009
- Rauhan utopia, Jyväskyla 2014
- Kenraalin iltahuuto, Helsinki 2018

## Hintergrundliteratur
- J. Myyrä: YK ei ole kriisissä Libanonissa. Kenraalimajuri Gustav Hägglundin haastattelu, Sotilasaikakauslehti 12/1986
- E. Nieminen / P. Kling: Koulutuksen tulos on taloudellisesti tuotettu yksikkö, Sotilasaikakauslehti 3/1992
- T. Talari: Puolustusvoimat ei halunnut neuvoa kansalaisia EU-äänestyksessä. Kenraali Gustav Hägglundin haastattelu, Suomen upseeri 16/1994
- J. Marttala: Gustav Hägglund. Onnekas kenraali, 1995
- J. Viljanen: Maanpuolustusjärjestöjen tulisi perustaa paikallisosasto joka kuntaan. Kenraali Gustav Hägglundin haastattelu, Ruotuväki 16/1995
- R. Vainio: Ylivoimainen sotapäällikkö. Gustav Hägglundin 60-vuotishaastattelu, Helsingin Sanomat 6. September 1998